# Gabriela Medrano Galindo
Gabriela Medrano Galindo (Cancún, Quintana Roo, 27 de junio de 1983) es una política mexicana, miembro del Partido Verde Ecologista de México (PVEM). Fue diputada federal de 2012 a 2015.

## Biografía
Es licenciada en Derecho egresada de la Universidad Anáhuac Cancún, profesión que ejerció de forma particular en el despacho S. L. Sterling, S. C.
En 2008 ingresó a laborar en el comité ejecutivo nacional del PVEM, en donde fue primeramente encargada de auditoría y luego en 2009 en mercadotecnia. En 2009 fue también asesora del coordinador del partido en el senado, Jorge Legorreta Ordorica y luego delegada en el estado de Tabasco. 
En las elecciones de 2010 fue elegida diputada a la XIII Legislatura del Congreso del Estado de Quintana Roo de 2011 a 2013 por la vía de la representación proporcional. En ella fue presidenta de la comisión del Deporte, secretaria de la comisión de Desarrollo Familiar y Grupos Vulnerables e integrante de las comisiones de Participación Ciudadana y Órganos Autónomos, de Asuntos Municipales y de Turismo.
Dejó el cargo en 2012 al ser elegida diputada federal por el mismo principio de representación proporcional a la LXII Legislatura de dicho año a 2015. En esta legislatura fue secretaria de las comisiones de Deporte; y, de Turismo; así como integrante de las de Asuntos Frontera Sur-Sureste; y de Energía Renovables.
En 2015 fue secretaria de las Mujeres del comité nacional del PVEM y fue nombrada delegada del Banco del Ahorro Nacional y Servicios Financieros (BANSEFI) en Quintana Roo. En 2016 fue mencionada como aspirante a la candidatura del PRI y de su partido a la presidencia municipal de Puerto Morelos, mismo que no logró concretar.

### Controversias
Gabriela Medrano Galindo fue señalada de mantener una relación sentimental con Roberto Borge Angulo, gobernador de Quintana Roo de 2011 a 2016, aun cuando éste estaba legalmente casado con Mariana Zorrilla Erales; siendo captados juntos durante numerosos viajes al extranjero. En 2016 se convirtió en presidenta de la «Fundación Borge», creada por el mandatario con fines de beneficencia, pero por la que después fue señalada como probable responsable de desvío de recursos públicos, así mismo, tras el señalamiento de Borge como probable responsable de varios delitos y su huida al extranjero, Medrano fue mencionada entre los funcionarios de su gobierno investigados por la Fiscalía estatal como cómplices del exmandatario.
El 4 de junio de 2017 Borge fue detenido en Ciudad de Panamá, antes de abordar un vuelo a París, Francia; se señaló que las autoridades habían logrado ubicarlo y detenerlo en gran parte debido a las fotografías que publicada en sus redes Gabriela Medrano. Tras estos hechos, Gabriela Medrano desapareció de la escena pública en Quintana Roo, aunque en años posteriores se le señalaría por una presunta cercanía ahora con Silvano Aureoles Conejo, gobernador de Michoacán.